# Урочище Берізки (заказник)
Уро́чище Бері́зки — ландшафтний заказник місцевого значення площею 22,4 га, розташований на околиці с. Четвертинівка Гайсинського району Вінницької області.
Оголошений відповідно до Рішення 27 сесії 5 скликання Вінницької обласної ради від 10.12.2009 р. № 903. Охороняється мальовничий ландшафт у прибережній смузі р. Південний Буг і за її межами. Фітоценоз представлений типовою для остепнених луків рослинністю. Назва запропонована з причини заселення на даній ділянці переважної більшості беріз з домішками інших видів дерев.